# U.S. Route 11
U.S. Route 11 (ou U.S. Highway 11) é uma autoestrada dos Estados Unidos.
Faz a ligação do Sul para o Norte. A U.S. Route 11 foi construída em 1926 e tem 1 645 milhas (2 647,4 km).

## Principais ligações
Interstate 20 em Birmingham

 Interstate 40 em Knoxville

 US 40 em Hagerstown

 US 6 em Scranton

 US 20 perto de Syracuse